# Willy Jäggi (Autor)
Willy Jäggi (* 7. Mai 1925 in Basel; † 14. Oktober 2014 in Aesch, Kanton-Basellandschaft) war ein Schweizer Schriftsteller, Theaterkritiker, Verleger und Buchhändler.

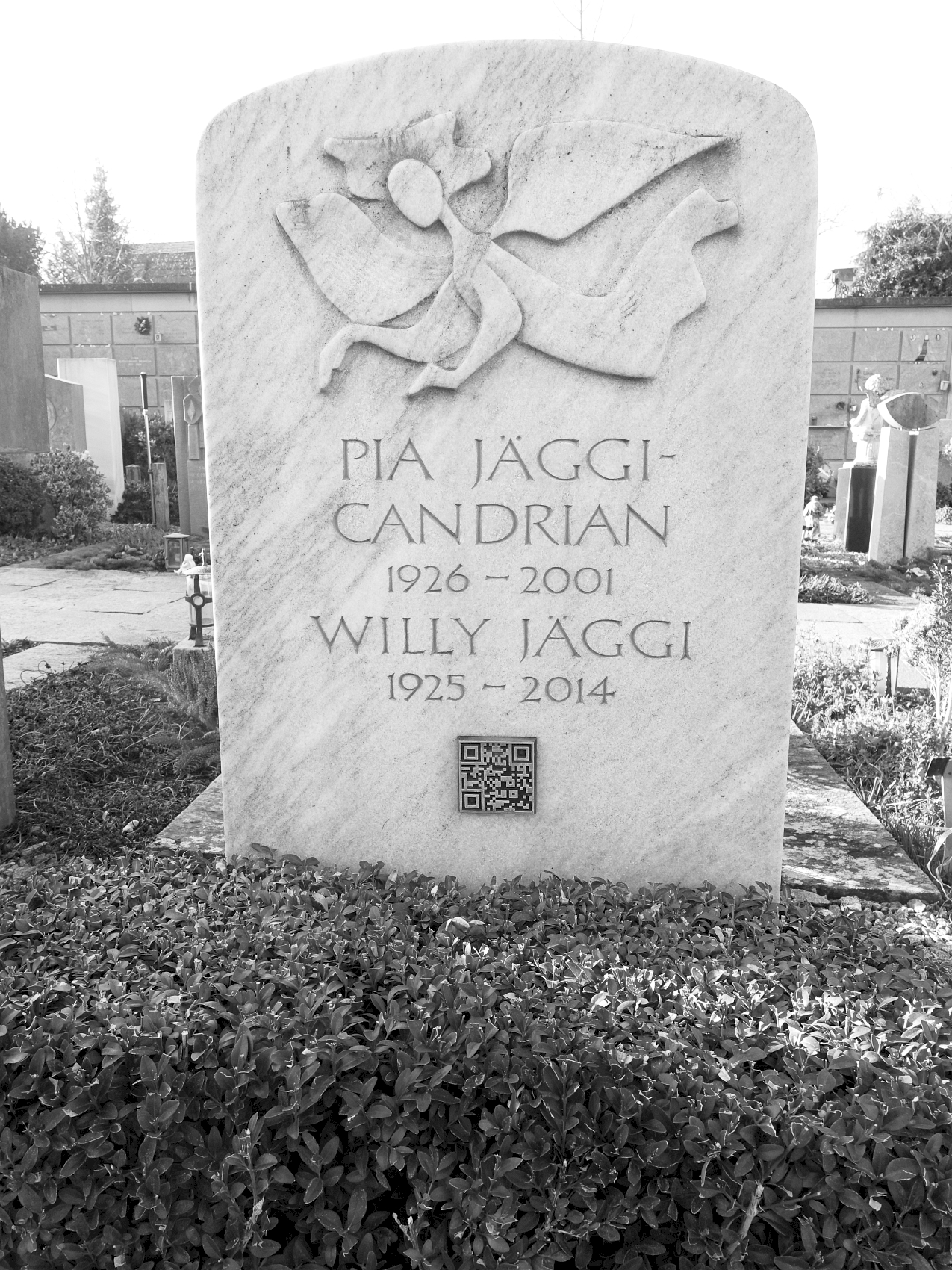

## Leben und Werk
Jäggi studierte an der Universität Basel Germanistik, Kunstgeschichte und Archäologie und schrieb in dieser Zeit zwei Theaterstücke, die in Chur, Biel und Solothurn Fürchtet Euch nicht und Basel In einer Stunde fährt das Schiff aufgeführt wurden. Zudem verfasste Jäggi das Hörspiel Der Heilige und der Papagei, das vom österreichischen Radio ausgestrahlt wurde. Jäggi schrieb während zehn Jahren Theaterkritiken für das Basler Volksblatt. Ferner baute er die Schweizerische Theaterzeitung auf, die er während 15 Jahren redigierte. Zugleich war Jäggi als Verleger bei «S. Karger und Basilius Presse» tätig und wechselte 1970 in den Buchhandel. 1974 übernahm Jäggi von Heinz Helbing die alteingesessene Basler Buchhandlung Helbing & Lichtenhahn und führte sie als «W. Jäggi AG» weiter. Seine Firma übernahm in der Folge auch die Buchhandlung «Loeb» in Bern und eröffnete 1995 bei Loeb eine der grössten Buchhandlungen der Schweiz. 
Seine letzte Ruhestätte fand Jäggi auf dem Friedhof in Aesch.